# ウィリアム・トギ
ウィリアム・トギことウィリアム・メル・トギ（William Mel Togui、1996年8月7日 - ）は、コートジボワール・ラコタ出身のプロサッカー選手。ポジションはフォワード（FW）。

## 経歴
コートジボワール中南部のラコタに生まれる。
2025年4月20日、FC岐阜は、ウィリアム・トギの加入内定を発表した。クラブによれば、日本でのプレーに必要な在留資格申請や選手登録などの手続きは完了していたが、正式契約の署名を目前に選手との連絡が途絶え、6月末には、トギ側から契約破棄の意向が示され、ルワンダのAPR FC.と新たに契約したとされている。クラブは、選手代理人に説明を求めるとともに、状況によってはFIFAへの提訴も検討している。

### 代表
2018年、アフリカネイションズチャンピオンシップに挑むコートジボワール代表に選ばれた。